# El Rincón, Uxpanapa
El Rincón är en ort i Mexiko.   Den ligger i kommunen Uxpanapa och delstaten Veracruz, i den sydöstra delen av landet, 600 km öster om huvudstaden Mexico City. El Rincón ligger 90 meter över havet och antalet invånare är 140.
Terrängen runt El Rincón är huvudsakligen platt, men åt nordost är den kuperad. Runt El Rincón är det ganska glesbefolkat, med 29 invånare per kvadratkilometer. Närmaste större samhälle är Poblado 10, 13,3 km sydväst om El Rincón. I omgivningarna runt El Rincón växer i huvudsak städsegrön lövskog.